# 토머스 무어

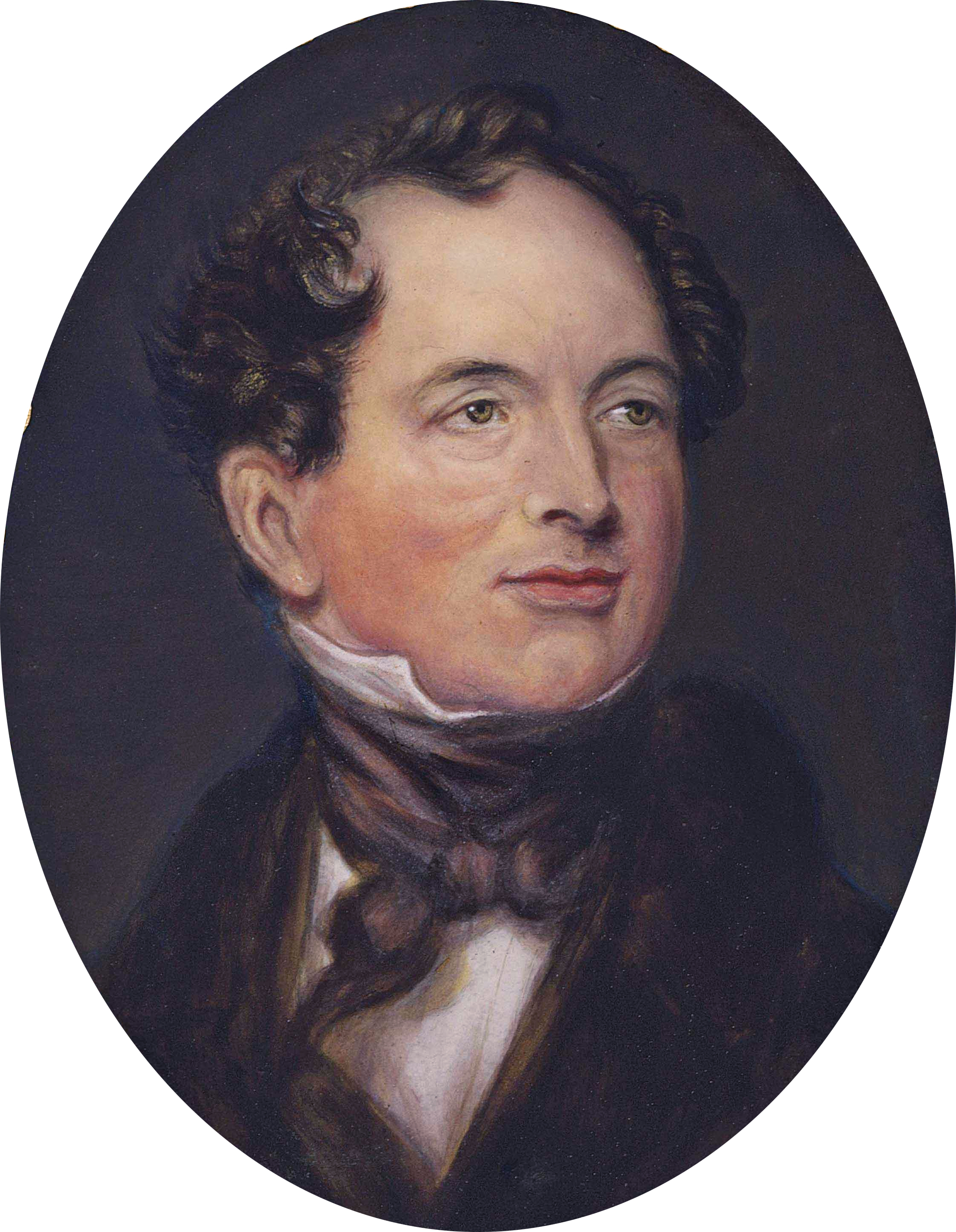

토머스 무어(Thomas Moore, 1779년 5월 28일 – 1852년 2월 25일)는 아일랜드 멜로디로 유명한 아일랜드 작가, 시인, 작사가였다. 영어 구절을 오래된 아일랜드 곡으로 설정한 것은 인기 있는 아일랜드 문화가 아일랜드에서 영어로 전환되는 계기가 되었다. 정치적으로 무어는 영국에서 귀족 휘그당의 언론인 또는 "스큅" 작가로 인정받았다. 아일랜드에서 그는 가톨릭 애국자로 간주되었다.
개신교 신자 여배우와 결혼하여 술을 마시는 노래와 에로틱한 시를 작곡한 고전 그리스 작곡가의 이름을 따서 "아나크레온 무어"라는 칭호를 받은 무어는 종교적 경건을 고백하지 않았다. 그러나 가톨릭 해방을 둘러싼 논쟁에서 무어는 복음을 전하는 개신교와 타협하지 않는 평신도 가톨릭에 맞서 아일랜드 교회의 전통을 옹호하는 것으로 보였다. 더 긴 산문 작품은 더 급진적인 공감을 드러낸다. 에드워드 피츠제럴드 경(Lord Edward Fitzgerald)의 삶과 죽음은 아일랜드 연합 지도자를 민주 개혁의 대의에 순교자로 묘사한다.
오늘날 무어는 그의 아일랜드 멜로디(일반적으로 "음유시인 소년"과 "여름의 마지막 장미")로 거의 홀로 기억되고 있으며, 덜 관대하게도 친구의 회고록을 잃은 데 그가 한 역할로 간주된다.